# The Box Tops
The Box Tops — американская поп-рок-группа, образовавшаяся в 1966 году в Мемфисе (Теннесси, США) и исполнявшая пауэр-поп с элементами музыки соул.
Международную известность Box Tops принесли хиты «The Letter» (#1 US, #5 UK), «Neon Rainbow», «Soul Deep», «I Met Her in Church», «Cry Like A Baby».
Четыре альбома группы входили в Billboard 200.
После распада The Box Tops в 1969 году, фронтмен и основной автор группы Алекс Чилтон продолжил успешную карьеру в составе влиятельной группы Big Star, выпустил 11 сольных альбомов, приобрёл известность как музыкальный продюсер (The Cramps и др.). The Box Tops воссоединились в 1996 году и эпизодически выступали вплоть до кончины Чилтона 17 марта 2010 года.

## История группы
Участники The Box Tops начали свою музыкальную карьеру в белом ритм-энд-блюзовом ансамбле The DeVilles; здесь играли гитаристы Гари Тэлли (англ. Gary Talley)) и Джон Эванс (англ. John Evans), басист Билл Каннингем (англ. Bill Cunningham (musician)) и барабанщик Дэнни Смит (англ. Danny Smythe). Вскоре после того, как группа получила некоторую известность в Мемфисе, к составу присоединился Алекс Чилтон. Почти сразу же на них обратили внимание продюсеры Чипс Моман (англ. Chips Moman) и Дэн Пенн (англ. Dan Penn), которые искали в тот момент белого соул-исполнителя в духе Стива Уинвуда. Изменив название на Box Tops (во избежание путаницы с другой группой Devilles), квинтет подписал контракт с Bell Records и начал работу в мемфисской American Studio, принадлежавшей Моману. Первый же сингл The Box Tops, «The Letter», не только поднялся на вершину Billboard Hot 100, но и занял первое место в списках лучших синглов 1967 года журнала «Биллборд».
Получив хит, Пенн взял бразды правления в свои руки: после «The Letter» он стал часто использовать в студии сессионных музыкантов, заменяя иногда весь состав, кроме Чилтона. Недовольные таким положением дел, Эванс и Смит в начале 1968 году покинули состав и вернулись доучиваться в школу. Их заменили Рик Аллен (англ. Rick Allen, экс-Gentrys) и Том Боггс (англ. Thomas Boggs) соответственно.
Следующий сингл «Neon Rainbow» имел меньший успех в чартах (#24), но третий, «Cry Like a Baby» (кавер-версия старой песни Пенна-Олдэма) поднялся до #2. Затем последовали «I Met Her in Church» (#37) и «Choo Choo Train» (#26), но Чилтон к этому времени уже был весьма недоволен — как качеством предлагаемого группе песенного материала (три крайне неровных альбома 1968 года, отмечает Allmusic, это в полной мере продемонстрировали), так и отказами Пенна включать в альбомы собственные композиции основного автора группы. К моменту выхода четвёртого (и более цельного) альбома Dimensions (1969), куда всё же вошли несколько песен Чилтона, включая «I Must Be the Devil», Пенн в свою очередь утратил интерес к группе, занявшись другими проектами. Последний раз The Box Tops вошли в чарты «Биллборда» с «Soul Deep» (#18).

## Дискография (избранное)

### Альбомы
- The Letter/Neon Rainbow (1967) — US #82
- Cry Like a Baby (1968) — US #59
- Non-Stop (1968)
- Dimensions (1969) — US #77
- Tear Off! (1998)[4]

#### Компиляции
- Super Hits (1968) — US #45
- The Box Tops' Greatest Hits (1982)
- The Ultimate Box Tops (1987)
- The Best of the Box Tops — Soul Deep (1996)